# Renzo Magosso
Renzo Magosso (Milano, 6 maggio 1947) è un giornalista, scrittore ed ex hockeista su ghiaccio italiano.

## Biografia

### Carriera
Dopo una carriera sportiva nell'hockey su ghiaccio (ha militato nel Milano Diavoli e ha anche indossato la maglia azzurra dal 1964 al 1971) si è dedicato a tempo pieno al giornalismo. Dal 1978 al 1987 ha lavorato nel gruppo Rizzoli-Corriere della sera,  dove ha collaborato al Corriere d'Informazione e poi è stato inviato del quotidiano L'occhio, diretto da Maurizio Costanzo, per il quale ha realizzato importanti scoop giornalistici. Tra questi la prima intervista alla madre di Ali Agca, l'attentatore di papa Giovanni Paolo II. La donna gli consegnò una lettera nella quale chiedeva, a nome del figlio, perdono al papa. Magosso la consegnò al segretario di Stato, il cardinale Agostino Casaroli, che a sua volta la trasmise al pontefice. E Giovanni Paolo II, dopo la guarigione, volle ricevere in Vaticano la madre di Agca, che perdonò.
Ancora come inviato del quotidiano di Costanzo, intervistò Saddam Hussein, allora fresco presidente dell'Iraq, durante la Guerra Iran-Iraq, nel 1980 e si recò tre volte in Afghanistan, ai tempi dell'invasione sovietica. Poi, nel 1988, Magosso è passato alla Rusconi Editore, ora Gruppo Editoriale Hachette, al mensile Il piacere, quindi, nel 1990, al settimanale Gente, del quale è attualmente redattore capo.
Nel 1971 ha presentato una parte del programma radiofonico di Paolo Giaccio Per voi giovani, insieme con Mario Luzzatto Fegiz e alla fine degli anni settanta ha collaborato con Enzo Tortora a Telealtomilanese, a programmi - inchiesta sul mondo giovanile.
In qualità di invitato, Magosso partecipato a numerose trasmissioni televisive, tra le quali L'Italia sul Due, Sabato&domenica (intervistato da Franco Di Mare), L'infedele di Gad Lerner, La storia siamo noi di Giovanni Minoli, incentrate sugli anni di piombo ed in particolare sull'assassinio di Walter Tobagi, il giornalista ucciso il 28 maggio 1980 a Milano da un commando terroristico.
Nel 1978 ha fondato con Walter Tobagi, Giorgio Santerini, Marco Volpati e Franco Abruzzo la corrente sindacale "Stampa democratica". Dal 1997 al 2002 è stato giudice aggiunto presso la quinta sezione civile del Tribunale di Milano per le cause riguardanti l'Ordine dei giornalisti.  Nel 2007, ha ricevuto il "premio giornalista dell'anno per l'informazione scientifica sui periodici" dal professor Umberto Veronesi nell'ambito di Milano Check Up.

### Il caso Tobagi
Il 20 settembre 2007 Magosso è stato condannato a una pena pecuniaria dal Tribunale di Monza per aver pubblicato il 17 giugno 2004 sul settimanale Gente (allora diretto da Umberto Brindani) l'intervista all'ex brigadiere dei carabinieri Dario Covolo (nome in codice "Ciondolo") che raccontava particolari inediti sull'omicidio di Walter Tobagi. Nell'intervista l'ex sottufficiale dichiarava di aver avvertito sei mesi prima i suoi superiori che alcuni terroristi della Brigata XXVIII marzo stavano progettando il delitto. Magosso (con Brindani) è stato condannato a una multa di 1.000 euro (più le spese processuali) e a un risarcimento di 240.000 euro in seguito a una querela per diffamazione presentata dal generale dei carabinieri in pensione Alessandro Ruffino e dalla sorella del generale Umberto Bonaventura, deceduto.. I generali Ruffino e Bonaventura hanno sempre negato di avere avuto rivelazioni antecedenti il delitto Tobagi.
(Paolo Serventi Longhi, segretario della Federazione nazionale della Stampa Italiana)
Il 16 gennaio 2020 la Corte europea dei diritti umani ha ritenuto l’Italia colpevole per violazione del diritto alla libertà d’espressione dei giornalisti Renzo Magosso e Umberto Brindani. Nella sentenza, che diverrà definitiva tra 3 mesi se le parti non ricorrono in appello, la Corte di Strasburgo ha determinato che l'Italia deve versare a ciascuno dei due ricorrenti i 15.000 euro che hanno chiesto come danno morale. Per i giudici di Strasburgo la condanna dei due giornalisti ha interferito in maniera “sproporzionata” con il diritto alla libertà di espressione, cosa “non necessaria in una società democratica”.
La Corte di Strasburgo ricorda che quando un giornalista riporta dichiarazioni altrui i tribunali non devono domandarsi se l'autore dell'articolo può provare la veridicità delle dichiarazioni, ma se ha agito in buona fede e fatto i dovuti controlli di verifica. A tale proposito la Corte di Strasburgo osserva che Magosso e Brindani «hanno fornito un numero consistente di documenti e di elementi che provano che hanno effettuato le verifiche che permettono di considerare la versione dei fatti riportata nell'articolo come credibile e fondata su una solida base fattuale».
La Corte di Strasburgo critica anche l'ammontare dei danni morali (circa 150.000 euro) che i due giornalisti sono stati condannati a versare, affermando che il fatto che siano state pagate dalla casa editrice del settimanale 'Gente' non cambia nulla, perché non si può negare «l'effetto dissuasivo di tali sanzioni sul ruolo del giornalista nel contribuire alla discussione pubblica su temi che interessano la collettività».

## Opere
- Le battaglie della guerra dei 7 anni: da Rosbach a Quiberon, Varesina Grafica, 1971 (con Vittorio Ponzilacqua)
- Le battaglie dell'aviazione: dal Montello a Okinawa, Varesina Grafica, 1972
- In nome della vita. 1974-1984: i dieci anni dell'Associazione Lombarda per il bambino emopatico, Milano, 1984
- I padroni della salute. Baroni, burocrati, amministratori e politici attorno al malato, Rusconi Libri, 1987
- Un anno, un attimo: intervista a Franco Corleone, 1987-1988, Roma, 1988 (con Franco Corleone)
- Un figlio sano: conoscere per prevenire le malattie congenite, ereditarie, infettive, l'igiene in gravidanza, Milano, 1991
- Sinatra segreto, Cà Bianca, 1998
- La bambina che ha rubato la verità. Storia dell'alleanza tra un medico e i genitori per sconfiggere la leucemia, Edizioni Franco Angeli, 2001
- Le carte di Moro, perché Tobagi. Chi portò via gli scritti "caldi" di Aldo Moro: i nomi, i reati, i retroscena. Come e quando decisero di non salvare Walter Tobagi, Edizioni Franco Angeli, 2003 (con Roberto Arlati)